# An Meskens
An Meskens (ca. 1977) is een Belgisch redactrice.

## Levensloop
Meskens studeerde communicatie aan de Arteveldehogeschool te Gent.
Ze begon haar carrière in de media als redactiecoördinator in 1999 bij TEEK Magazine. Vervolgens was ze van 2000 tot 2004 persverantwoordelijke voor JIM en Q-Music. 
In februari 2004 ging ze aan de slag bij Dag Allemaal, alwaar ze doorgroeide tot adjunct-hoofdredactrice. In december 2015 werd ze aangesteld als hoofdredactrice van Story, in opvolging van Annelies Roebben. In juni 2017 kreeg ze tevens de titels Dag Allemaal en TV Familie onder haar bevoegdheid en werd ze hoofdredactrice showbizzmagazines bij De Persgroep. Hieraan vooraf gaand was Ditte Van de Velde hoofdredactrice van Dag Allemaal. Vanaf het najaar 2017 tot juni 2019 voerde Meskens deze functie in co-hoofdredacteurschap uit met Klaus Van Isacker.